# John O'Sullivan
John O'Sullivan, (Liverpool, Gran Bretaña, 25 de abril de 1942) es un periodista y comentarista político británico. Actualmente es vicepresidente y editor ejecutivo de Radio Free Europe/Radio Liberty. Durante los años 80 trabajó escribiendo políticas y discursos para Margaret Thatcher en su época de primera ministra británica en el 10 de Downing Street, y permaneció en su entorno más cercano hasta su muerte.
En la actualidad vive en Decatur (Alabama) con su mujer Melissa y sus hijastras: Katherine y Amanda.

## Primeros años
Nacido en Liverpool, se educó en el St Mary's College de Crosby y recibió su educación superior en la Universidad de Londres. Se postuló sin éxito como candidato del Partido Conservador en las Elecciones generales del Reino Unido de 1970 que finalmente ganó el también conservador Edward Heath frente al laborista Harold Wilson.

## Carrera periodística
Colaboró con la revista de opinión National Review y como investigador sénior en el Hudson Institute, un think tank conservador estadounidense. Anteriormente había sido editor jefe de United Press International, editor jefe de la revista de asuntos exteriores, The National Interest, y consejero especial de la primera ministra británica Margaret Thatcher. Fue nombrado comandante del Imperio Británico en la Lista de Honores de Año Nuevo 1991.
Es fundador y copresidente de la New Atlantic Initiative, una organización internacional dedicada a revitalizar y ampliar la comunidad atlántica de democracias. La organización fue creada en el Congreso de Praga en mayo de 1996 por Thatcher y Václav Havel.
Acuñó la que se conoce como la Primera Ley de O'Sullivan (O'Sullivan's Law): "Todas las organizaciones que no son realmente de derechas con el tiempo serán de izquierdas."

## Obras publicadas
O'Sullivan ha publicado artículos en Encounter, Commentary, The New York Times, The Washington Post, Policy Review, The Times Literary Supplement, The American Spectator, The Spectator, The American Conservative, Quadrant, The Hibernian y otras revistas, y es autor de The President, the Pope, and the Prime Minister (noviembre de 2006). También da conferencias sobre la política británica y estadounidense y es el representante del think tank Bruges Group en Washington D. C.

### Libros en inglés
- The President, the Pope, and the Prime Minister: Three Who Changed the World (Regnery Publishing, ISBN 1-59698-016-8, 2006).
- O'Sullivan, John, (editor.); Pócza, Kálmán, 1976-, (editor.); Social Affairs Unit (publisher.) (2015), The second term of Viktor Orbán: beyond prejudice and enthusiasm, London Social Affairs Unit, ISBN 978-1-904863-67-0

### Libros en castellano
- El Presidente, el Papa y la Primera Ministra. Un trío que cambió el mundo. (Editorial Gota a Gota, ISBN 978-8467014396, 2007).